# 서아프리카폐어
서아프리카폐어(Protopterus annectens)는 아프리카폐어과에 속하는 폐어류의 일종이다. 서아프리카와 중앙아프리카 그리고 남아프리카 북쪽 절반 윗쪽의 민물 서식지에 널리 분포한다.